# Пубао
Пубао (кит. 普保镇, пін. Pŭbăo Zhèn) — містечко у КНР, адміністративний центр повіту Бангон міста-префектури Нагчу.

## Географія
Пубао розташовується на північний захід від озера Намцо у східній частині регіону У-Цанг.

### Клімат
Містечко перебуває у зоні так званої «гірської тундри», котра характеризується кліматом полярних пустель. Найтепліший місяць — липень із середньою температурою 8.9 °C (48 °F). Найхолодніший місяць — січень, із середньою температурою -11.1 °С (12 °F).
| Клімат Пубао            | Клімат Пубао | Клімат Пубао | Клімат Пубао | Клімат Пубао | Клімат Пубао | Клімат Пубао | Клімат Пубао | Клімат Пубао | Клімат Пубао | Клімат Пубао | Клімат Пубао | Клімат Пубао | Клімат Пубао |
| Показник                | Січ.         | Лют.         | Бер.         | Квіт.        | Трав.        | Черв.        | Лип.         | Серп.        | Вер.         | Жовт.        | Лист.        | Груд.        | Рік          |
| Середній максимум, °C   | −4           | −2           | 0            | 5            | 9            | 14           | 15           | 14           | 12           | 6            | 0            | −3,3         | 5            |
| Середня температура, °C | −11          | −9           | −6           | −1           | 2            | 7            | 9            | 8            | 6            | 0            | −6           | −10          | 0            |
| Середній мінімум, °C    | −18          | −16          | −12          | −8           | −3           | 1            | 3            | 2            | 0            | −6           | −13          | −17          | −7           |
| Норма опадів, мм        | 1            | 2            | 2            | 5            | 15           | 47           | 82           | 83           | 48           | 11           | 2            | 1            | 299          |
| ----------------------- | ------------ | ------------ | ------------ | ------------ | ------------ | ------------ | ------------ | ------------ | ------------ | ------------ | ------------ | ------------ | ------------ |
| Джерело: Weatherbase    |              |              |              |              |              |              |              |              |              |              |              |              |              |